# Aurélie Revillet
Aurélie Revillet (Moûtiers, 13 febbraio 1986) è un'ex sciatrice alpina francese specialista della discesa libera.

## Biografia

### Stagioni 2002-2008
La Revillet, originaria di Pontcharra e attiva in gare FIS dal dicembre del 2001, esordì in Coppa Europa il 5 gennaio 2004 a Tignes in supergigante (43ª); l'anno dopo ai Mondiali juniores di Bardonecchia sfiorò il podio in discesa libera giungendo 4ª. L'esordio in Coppa del Mondo avvenne il 17 dicembre 2005 nella discesa libera disputata sulla pista di casa di Val-d'Isère, dove fu 51ª.
Nell'edizione di Québec 2006 dei Mondiali juniores conquistò la medaglia di bronzo nella discesa libera, dietro a Marianne Abderhalden e ad Anna Fenninger; i primi punti in Coppa del Mondo arrivarono il 2 marzo 2007, quando giunse 29ª nella supercombinata di Tarvisio.

### Stagioni 2009-2012
Nel 2009 esordì ai Campionati mondiali nella rassegna iridata di Val-d'Isère (12ª nella discesa libera, 24ª nel supergigante) e colse il suo miglior piazzamento in Coppa del Mondo, il 5º posto nella discesa libera di Tarvisio del 21 febbraio. L'anno dopo a Vancouver 2010, sua unica presenza olimpica, si classificò 17ª nella discesa libera e 22ª nel supergigante.
A Garmisch-Partenkirchen 2011, sua ultima partecipazione iridata, ottenne il 26º posto nella discesa libera; alla fine della stagione 2011-2012 si ritirò dall'attività agonistica e la sua ultima gara fu la supercombinata dei Campionati francesi 2012, il 1º aprile all'Alpe d'Huez, non completata dalla Revillet.

## Palmarès

### Mondiali juniores
- 1 medaglia
  - 1 bronzo (discesa libera a Québec 2006)

### Coppa del Mondo
- Miglior piazzamento in classifica generale: 51ª nel 2010

### Campionati francesi
- 6 medaglie[1]:
  - 3 ori (discesa libera nel 2006; discesa libera nel 2009; discesa libera nel 2010)
  - 3 bronzi (discesa libera, supergigante nel 2008; supergigante nel 2009)